# Michael Roggendorf
Michael Roggendorf (* 9. Mai 1946 in München) ist ein deutscher Arzt und Forscher mit dem Schwerpunkt Virologie.

## Werdegang
Von 1991 bis 2013 war er Inhaber des Lehrstuhls für Virologie und Leiter des Instituts für Virologie an der Universität Duisburg-Essen. Er ist Gründungsmitglied der Gesellschaft für Virologie. Von 1998 bis 2014 war er Leiter des Nationalen Referenzzentrums für Hepatitis C Virus und von 2009 bis 2013 der Sprecher des Sonderforschungsbereiches Transregio 60 mit den Universitäten in Wuhan und Shanghai. 2014 wurde er emeritiert.
2022 wurde Roggendorf die Loeffler-Frosch-Medaille zugesprochen.

## Veröffentlichungen (Auswahl)
- Fritz von Weizsäcker, Michael Roggendorf (Hrsg.): Models of viral hepatitis, Reihe Monographs in virology, Volume 25. Karger, Basel 2005, ISBN 3-8055-7809-1.